# Гайдамачка (хутор)
Гайдама́чка — хутор в Егорлыкском районе Ростовской области.
Входит в состав Балко-Грузского сельского поселения.

## География
Хутор находится на берегу реки Гайдамачка, по которой и получил название.

## Население
| 1989 | 2002 | 2010 |
| ---- | ---- | ---- |
| 202  | ↘181 | ↘124 |

## Улицы
- ул. Клубная,
- ул. Магистральная,
- ул. Фермерская.